# اعتبار (قانون)
```
الإعتبار
 (
بالانجليزية
:considration) 
التفكير هو مفهوم 
القانون العام
 الإنجليزي وهو ضرورة 
للعقود
 البسيطة ولكن ليس للعقود الخاصة (العقود بفعل). وقد تم تبني هذا المفهوم من قبل السلطات القضائية الأخرى، بما في ذلك 
الولايات المتحدة
 ' 
[
1
]
[
1
]
[
2
]
[
3
]
[
4
]
 
أعلنت المحكمة في كوري ضد ميسا [1] أن الاعتبار «
حق
، 
فائدة
، 
ربح
، 
فائدة
، أو صبر، 
ضرر
، 
خسارة
، 
مسؤولية
». وبالتالي، فإن الاعتبار هو وعد لشيء ذي قيمة يقدمه المُبادل مقابل شيء ذي قيمة يقدمه الوعد؛ وعادة ما يكون الشيء ذو القيمة هو 
السلع
 أو 
المال
 أو الفعل. لا يمكن تنفيذ التحريم، مثل الكبار الذين يعدون بالامتناع عن التدخين، إلا إذا كان الشخص بذلك يتنازل عن حق قانوني. [2] [3] [4]
```

يمكن التفكير في الاعتبار على أنه مفهوم القيمة المقدمة والمقبولة من قبل الأشخاص أو المنظمات التي تدخل في عقود. أي شيء من القيمة التي وعد بها أحد الطرفين للطرف الآخر عند إبرام العقد يمكن التعامل معه على أنه «مقابل»: على سبيل المثال، إذا وقع A عقدًا لشراء سيارة من B مقابل 5000 دولار، فإن الاعتبار A هو 5000 دولار، والنظر في B هو سيارة.
بالإضافة إلى ذلك، إذا وقع A عقدًا مع B بحيث يرسم A منزل B مقابل 500 دولار، فإن الاعتبار A هو خدمة طلاء منزل B ، ودفع B هو 500 دولار مدفوع إلى A. علاوة على ذلك، إذا وقع A عقدًا مع B بحيث لن يعيد طلاء منزله بأي لون آخر غير الأبيض، وسيدفع B 500 دولار أسترالي سنويًا للحفاظ على هذه الصفقة، هناك أيضًا اعتبار. على الرغم من أن A لم يعد بفعل أي شيء بالإيجاب، فقد وعد A بعدم القيام بشيء سمح له بفعله، ولذا فقد اجتاز A النظر. اعتبار A لـ B هو التحمل في طلاء منزله بلون غير الأبيض، ونظر B لـ A هو 500 دولار في السنة. على العكس من ذلك، إذا وقعت A عقدًا لشراء سيارة من B مقابل 0 دولارًا، فسيظل نظر B هو السيارة، لكن A لا تولي أي اعتبار، وبالتالي لا يوجد عقد صالح. ومع ذلك، إذا كان B لا يزال يعطي عنوان السيارة إلى A ، فلا يمكن لـ B استعادة السيارة، نظرًا لأنها قد لا تكون عقدًا صالحًا، فهي هدية صالحة.
في القانون العام، من الشروط الأساسية أن ينظر الطرفان في الاعتبار قبل اعتبار العقد ملزمًا. عقيدة النظر غير ذات صلة في العديد من الولايات القضائية، على الرغم من أن العلاقات التجارية التقاضي المعاصرة عقدت العلاقة بين الوعد والفعل هو انعكاس لطبيعة الاعتبارات التعاقدية. إذا لم يتم العثور على عنصر من الاعتبار، فلا يوجد عقد.
ومع ذلك، حتى إذا قررت المحكمة عدم وجود عقد، فقد يكون هناك انتعاش محتمل بموجب مذاهب الجدارة الكمومية (يشار إليها أحيانًا بالعقد شبه) أو الإغلاق الإلزامي

## القواعد القانونية بخصوص النظر
1- الدفع الجزئي ليس مقابل جيد [5] [6] [7]
2- يجب أن ينتقل النظر من الوعد ولكن لا يجب أن يتدفق إلى الواعد [8]
3- يجب أن يكون الاعتبار كافياً ولكن لا يلزم أن يكون كافياً [9] [10] [11]
4- لا يمكن أن يكون الاعتبار وهميًا
5- أن لا يكون النظر في الماضي. الاعتبار السابق ليس بالاعتبار الجيد [12] [13] [14] [15] [16] [17]
6- لا يكفي الاعتبار الأخلاقي (باستثناء العقود بالأفعال، حيث يُشار غالبًا إلى «الحب والمودة» على أنه اعتبار غير ضروري [بحاجة لمصدر]
7- أداء الواجبات الحالية ليس بالاعتبار الجيد [18] [19] [20] [21]

### التاريخ والقانون المقارن
لا تتطلب الأنظمة القائمة على القانون الروماني (بما في ذلك ألمانيا [22] واسكتلندا) النظر فيها، ويرى بعض المعلقين أنها غير ضرورية واقترحوا التخلي عن عقيدة النظر، [23] واستخدام الإغلاق لاستبدالها كأساس لـ العقود. [24] ومع ذلك، تم وصف التشريعات، بدلاً من التطوير القضائي، على أنها الطريقة الوحيدة لإزالة هذا المبدأ الراسخ للقانون العام. ذكر اللورد جاستن ديننغ بشكل شهير أن «عقيدة التفكير ثابتة للغاية بحيث لا يمكن إسقاطها بفعل الرياح الجانبية». [25]
يعتقد العلماء البارزون أن السبب في وجود كلاهما في مناطق القانون العام هو نتيجة الجمع بين قضاة القرن التاسع عشر لخيلين متميزين: أولاً كان شرط النظر في صميم عمل الافتراض، الذي نشأ في العصور الوسطى مرات وظل الإجراء العادي لخرق عقد بسيط في إنجلترا وويلز حتى عام 1884، عندما تم إلغاء الأشكال القديمة للعمل؛ ثانيًا، تم الترويج لفكرة الاتفاق بين طرفين أو أكثر على أنها الأساس القانوني والأخلاقي الأساسي للعقد في جميع الأنظمة القانونية، من قبل الكاتب الفرنسي في القرن الثامن عشر بوثييه في كتابه Traite des Obligations ، قراءة كثيرة (خاصة بعد الترجمة إلى اللغة الإنجليزية في 1805) من قبل القضاة ورجال القانون الإنجليز. هذا الأخير يتماشى جيدًا مع نظريات الإرادة العصرية في ذلك الوقت، وخاصة أفكار جون ستيوارت ميل المؤثرة على الإرادة الحرة، وتم تطعيمه لمتطلبات القانون العام التقليدي للنظر في تأسيس عمل في حالة افتراضية. [26]
تتبنى أنظمة القانون المدني النهج القائل بأن تبادل الوعود، أو توافق الوصايا وحده، بدلاً من تبادل الحقوق القيمة هو الأساس الصحيح. لذا، إذا وعدت A بإعطاء B كتابًا، وقبلت B العرض دون إعطاء أي شيء في المقابل، فإن B سيكون لها الحق القانوني في الكتاب ولا يمكن لـ A تغيير رأيها في إعطائه إلى B كهدية. ومع ذلك، في أنظمة القانون العام، يتم استخدام مفهوم culpa في contrahendo ، وهو شكل من أشكال estoppel ، بشكل متزايد لإنشاء التزامات أثناء المفاوضات السابقة للتعاقد. [27] [28] Estoppel هو مبدأ منصف ينص على إنشاء الالتزامات القانونية إذا أعطى طرف ضمانات أخرى واعتمد الآخر على التأكيد على حسابه

#### القيمة النقدية للمقابل
بشكل عام، لا تستفسر المحاكم عما إذا كانت الصفقة بين طرفين عادلة نقديًا - لمجرد أن كل طرف نقل بعض الالتزامات أو الواجبات القانونية للطرف الآخر. [29] [30] القضية التصريفية هي وجود الاعتبار، وليس كفاية الاعتبار. لا يجب أن تكون القيم بين المقابل الذي يمرره كل طرف في العقد قابلة للمقارنة.
على سبيل المثال، إذا عرضت A 200 دولارًا أمريكيًا لشراء قصر B ، وسيارة رياضية فاخرة، وطائرة خاصة، فلا يزال هناك اعتبار في كلا الجانبين. مقابل A هو 200 دولار، والنظر في B هو القصر والسيارة والطائرة النفاثة. بشكل عام، تترك المحاكم في الولايات المتحدة الأطراف في عقودها الخاصة، ولا تتدخل. تساءل قانون اللغة الإنجليزية القديم عما إذا كان الطرف قد أعطى قيمة الفلفل للطرف الآخر. ونتيجة لذلك، كان للعقود في الولايات المتحدة أحيانًا مبالغ نقدية رمزية من طرف واحد، وعادة ما يذكر دولارًا واحدًا. وبالتالي، غالبًا ما يتم الاستشهاد بعقود الترخيص التي لا تنطوي على أي أموال على الإطلاق كمقابل، «مقابل دولار واحد ومزايا أخرى جيدة وقيمة».
ومع ذلك، قد تنظر بعض المحاكم في الولايات المتحدة في الاعتبار مع اعتبار رمزي، أو النظر بلا قيمة تقريبًا. وقد اعتقدت بعض المحاكم منذ ذلك الحين أن هذا كان خدعة. نظرًا لأنه يتم حل النزاعات المتعلقة بالعقود عادةً في محكمة الولاية، فقد وجدت بعض محاكم الولاية أن مجرد تقديم دولار واحد إلى آخر ليس واجبًا قانونيًا بما فيه الكفاية، وبالتالي لا يمر اعتبار قانوني في هذه الأنواع من الصفقات، وبالتالي لا يتم تشكيل أي عقد. لكن هذا موقف أقلية.

### الواجبات القانونية الموجودة مسبقًا
الطرف الذي لديه بالفعل واجب قانوني لتقديم المال، أو شيء، أو خدمة، أو تحمّل، لا يأخذ بعين الاعتبار عندما يعد فقط بدعم هذا الواجب. يمكن أن ينشأ هذا الواجب القانوني من القانون أو الالتزام بموجب عقد سابق.
المثال الرئيسي على هذا الموضوع الفرعي هو عندما يقدم عمه ابن أخيه البالغ من العمر ثلاثة عشر عامًا (أحد سكان نيويورك) العرض التالي: «إذا كنت لا تدخن السجائر أو تشرب الكحول حتى عيد ميلادك الثامن عشر، فسوف أدفع أنت 5000 دولار». في عيد ميلاد ابن أخيه الثامن عشر، يطلب من العم أن يدفع، والعم لا يدفع. في الدعوى اللاحقة، يفوز العم، لأن ابن أخيه، بموجب القانون الجنائي الأمريكي، كان عليه بالفعل واجب الامتناع عن تدخين السجائر عندما كان عمره أقل من 18 عامًا أو شرب الكحول بينما كان تحت سن 21 عامًا.
وينطبق الشيء نفسه إذا كان المقابل هو أداء تعاقد عليه الطرفان من قبل. على سبيل المثال، يوافق A على طلاء منزل B مقابل 500 دولار، ولكن في منتصف العمل، يخبر B أنه لن ينتهي ما لم يزيد B المبلغ إلى 750 دولارًا. إذا وافق B ، ثم أنهت A المهمة، فلا يزال B بحاجة فقط إلى دفع A 500 دولار التي تم الاتفاق عليها أصلاً، لأن A كان ملزمًا بموجب العقد برسم المنزل لذلك المبلغ.
استثناء لهذه القاعدة ينطبق على المستوطنات، مثل الاتفاق والرضا. إذا كان الدائن لديه ائتمان مقابل مدين بمبلغ 10000 دولار، وعرض تسويته مقابل 5000 دولار، فإنه لا يزال ملزماً، إذا تم قبوله، على الرغم من أن المدين لديه واجب قانوني لسداد 10000 دولار بالكامل.
تعتمد الواجبات السابقة المتعلقة بالعمل حسب الرغبة إلى حد كبير على قانون الولاية. بشكل عام، يسمح التوظيف حسب الرغبة لصاحب العمل بإنهاء الموظف لسبب أو حتى بدون سبب، ويسمح للموظف بالاستقالة لأي سبب. لا توجد واجبات استمرار العمل في المستقبل. لذلك، عندما يطلب الموظف زيادة، لا توجد مشكلة في الاعتبار لأن الموظف ليس لديه واجب قانوني لمواصلة العمل. وبالمثل، عندما يطالب صاحب العمل بخفض الأجور، لا توجد أيضًا مسألة تعاقدية مع مراعاة ذلك، لأن صاحب العمل ليس لديه واجب قانوني لمواصلة توظيف العامل. ومع ذلك، تتطلب بعض الدول النظر الإضافي بخلاف احتمال استمرار التوظيف، لفرض الشروط التي طالب بها صاحب العمل لاحقًا، على وجه الخصوص، شروط عدم المنافسة

### الشروط المجمعة
العقود التي تكون فيها قيمة لا قيمة لها قانونيًا مجمعة بمصطلح له قيمة قانونية لا تزال قابلة للتنفيذ بشكل عام.
فكر في وضع العم أعلاه. إذا كان العم نفسه قد أخبر بدلاً من ذلك ابن أخته البالغ من العمر 13 عامًا بالعرض التالي: «إذا كنت لا تدخن السجائر، فلا تشرب الكحول أو تشتم أو تلعب بطاقات مقابل المال (قمار) قبل عيد ميلادك الحادي والعشرين، فسأدفع لك 5000 دولار». في عيد ميلاد ابن أخيه الواحد والعشرين، طلب من العم أن يدفع، وهذه المرة، في الدعوى اللاحقة، قد يفوز ابن أخيه. [35] على الرغم من أن الوعد بعدم شرب الكحول والمقامرة تحت سن 21 عامًا لم يكن اعتبارًا قيمًا (كان محظورًا قانونيًا بالفعل)، فإن معظم الولايات تسمح بالتدخين في سن 18 عامًا والشتائم ، في حين يرى البعض أنها مبتذلة ، ليست غير قانونية في أي عمر. على الرغم من أن التدخين مقيد قانونًا حتى سن 18 عامًا ، إلا أنه قانوني لأولئك الذين تزيد أعمارهم عن 18 عامًا ، وبالتالي فإن الوعد بالتوقف عنه تمامًا له قيمة قانونية. ومع ذلك ، سيظل العم يعفى من المسؤولية إذا شرب ابن أخيه الكحول ، على الرغم من أن هذا الاعتبار لا قيمة له ، لأنه تم إقرانه بشيء ذي قيمة قانونية ؛ لذلك ، من الضروري الالتزام بالاتفاق الجماعي بأكمله

### الاعتبار السابق
بشكل عام ، لا يعد الاعتبار السابق اعتبارًا صحيحًا وليس له قيمة قانونية. الاعتبار السابق هو الاعتبار الذي تدفّق بالفعل من الوعد إلى الوعد. أي أن فعل أو وعد الوعد قبل وعد الوعد. وبالتالي لا يمكن استخدام الاعتبار السابق كأساس عند المطالبة بالتعويضات. [36]
استثناء لهذه القاعدة هو عندما يكون هناك واجب مستحق لطرف ثالث. يمكن أن يتم النظر في الوعد أحيانًا قبل القيام بأي عمل قبل إعطاء وعد بدفع دفعة أو منح بعض الفوائد الأخرى. من أجل هذا ، يجب استيفاء ثلاثة شروط (Pao On v Lau Yiu Long [1980]):
1- يجب أن يكون الفعل قد تم بناء على طلب المرشد
2- يجب أن يكون الطرفان قد فهموا أن الفعل كان يجب أن يتم تعويضه إما عن طريق دفع أو منح بعض المزايا الأخرى
3- يجب أن يكون دفع / تحويل المنفعة قابلاً للتنفيذ قانوناً إذا تم الوعد مقدماً

### عقود الخيار والنظر المشروط
بشكل عام ، يعتبر النظر المشروط اعتبارًا صالحًا.
لنفترض أن A كاتب سيناريو سينمائي و B يدير شركة إنتاج أفلام. يقول «أ» لـ «شراء النص الخاص بي». يقول B «ماذا عن هذا - سأدفع لك 5000 دولار حتى لا تسمح لأي شخص آخر بإنتاج فيلمك حتى عام واحد من الآن. إذا قمت بإنتاج فيلمك في ذلك العام ، فسأعطيك 50,000 دولار أخرى ، ولا أحد يمكنك إنتاجه. إذا لم أخرج فيلمك في ذلك العام ، فأنت حر في الذهاب.» إذا دخل الاثنان في نزاع ، يتم الرد على مسألة ما إذا كان العقد موجودًا. كان لـ B عقد خيار - يمكنه أن يقرر إنتاج البرنامج النصي أم لا. كان الاعتبار الذي تم تمريره B هو 5000 دولار للأسفل ، وإمكانية 50,000 دولار. كان الاعتبار الذي تم تمريره هو الحقوق الحصرية لسيناريو الفيلم لمدة عام واحد على الأقل.

### في المستوطنات
لنفترض أن B ارتكب ضررًا ضد A ، مما تسبب في تعويضات بقيمة 5000 دولار أمريكي و 3000 دولارًا كتعويضات عقابية. نظرًا لعدم وجود ضمان بأن A ستفوز ضد B إذا ذهبت إلى المحكمة ، فقد توافق A على إسقاط القضية إذا دفعت B الأضرار التعويضية التي تبلغ 5000 دولار أمريكي. هذا هو الاعتبار الكافي ، لأن اعتبار B هو استرداد مضمون ، والنظر في A هو أنه يجب على B دفع 5000 دولار فقط ، بدلاً من 8000 دولار.

### العلاجات من قبل النظم القانونية المختلفة
النظر في القانون الإنجليزي
النظر بموجب القانون الأمريكي
لا يلزم النظر في العقد بموجب قانون العقد الإسكتلندي